# Vera&John
Vera&John е онлайн-казино със седалище в Малта.
Оперира се от Dumarca Gaming Ltd., чиято родителска компания Dumarca Holdings PLC е придобита от Intertain Group Ltd. през 2015 г. Intertain Group Ltd. е листвана на фондовата борса в Торонто.
Vera&John е лицензирана и регулирана от Органа на Малта по хазарта и Комисията на Великобритания по хазарта. Основана е от Jörgen Nordlund, известен по-рано с основаването на Maria Bingo, придобито от Unibet за 54 милиона GBP през 2007 г.

## Кратка история
- 2010 г. – казиното Vera&John започва дейност, насочена основно към скандинавския пазар за игри с игри от Betsoft, Microgaming и NYX Gaming.
- 2011 г. – игрите на Net Entertainment са добавени към избора от игри на Vera&John.
- 2013 г. – игрите на Yggdrasil Gaming вече се предлагат в казиното Vera&John[5].
- 2014 г. – Vera&John твърди, че е първото регулирано онлайн казино, което приема Bitcoin като опция за плащане, само за да спре механизма за плащане чрез Bitcoin 3 месеца по-късно[6][7]
- 2015 г. – Vera&John е придобито от Intertain Group Ltd за до 89,1 млн. евро[8].